# 中甸蝇子草
中甸蝇子草（学名：Silene chungtienensis）为石竹科蝇子草属的植物，为中国的特有植物。分布于中国大陆的云南等地，生长于海拔2,800米至3,600米的地区，目前尚未由人工引种栽培。
其种加词“chungtienensis”意为“中甸（云南省迪庆藏族自治州香格里拉市）的”。